# Lepus nigricollis
A Lebre-indiana (Lepus nigricollis) é um leporídeo comum no sul asiático.